# Witold Giersz
Witold Giersz (ur. 26 lutego 1927 w Poraju) – polski reżyser, animator, autor projektów plastycznych, scenarzysta filmów animowanych. 

## Życiorys
Studiował ekonomię w Katowicach. Absolwent wydziału reżyserii PWSFTv i T w Łodzi (1974).
W latach 1950–1956 pracował w Studiu Filmów Rysunkowych w Bielsku-Białej, w 1956–1985 w Studio Miniatur Filmowych w Warszawie, którego był współzałożycielem.
Pracę w filmie animowanym rozpoczął jako asystent reżysera i animator. Debiutował w Studio Filmów Rysunkowych w Bielsku-Białej w 1956 r. filmem Tajemnica starego zamku.
W latach 1985–1992 współpracował też z poznańskim Telewizyjnym Studiem Filmów Animowanych, gdzie realizował między innymi animowane etiudy muzyczne.
Członek Zarządu Stowarzyszenia Filmowców Polskich, Koła Realizatorów Filmów dla Dzieci i Młodzieży, Polskiego Związku Artystów Plastyków, Stowarzyszenia Autorów ZAiKS.
Jego najwybitniejsze filmy to malowane techniką olejną animacje: Mały western, Czerwone i czarne, Koń, Pożar oraz lalkowy, zrealizowany wspólnie z Ludwikiem Perskim film Oczekiwanie.
Ważne miejsce w twórczości Giersza zajmują filmy animowane dla dzieci, także edukacyjne.
Witold Giersz jest bohaterem filmów dokumentalnych: Witold Giersz. 24/sek w reżyserii Marty Piszczatowskiej (1977) oraz Witold Giersz – Sztuka Animacji w reżyserii Macieja Kura (2011), który miał premierę na festiwalu Międzynarodowym Festiwalu Filmowym „Nowe Horyzonty”.

## Filmografia
- 1956: Tajemnica starego zamku (reżyseria)
- 1957: W dżungli (reżyseria)
- 1958: Przygoda Marynarza (reżyseria, scenariusz)
- 1959: Neonowa fraszka (reżyseria, scenariusz)
- 1959: Wiosenne przygody krasnala Hałabały (reżyseria, opracowanie plastyczne)
- 1960: Mały western (reżyseria, scenariusz, opracowanie plastyczne, animacja)
- 1961: Skarb Czarnego Jack'a (reżyseria, opracowanie plastyczne)
- 1962: W piaskach pustyni i Podarta książka w serialu Jacek Śpioszek (reżyseria, opracowanie plastyczne)
- 1962: Oczekiwanie (reżyseria, scenariusz, opracowanie plastyczne wspólnie z Ludwikiem Perskim (animacja lalkowa))
- 1963: Czerwone i czarne (reżyseria, scenariusz, opracowanie plastyczne, animacja)
- 1963: Dinozaury (reżyseria, scenariusz, opracowanie plastyczne)
- 1963: Madame Soprani – w serialu Na tropie (reżyseria, opracowanie plastyczne)
- 1964: Kłopoty z ciepłem (reżyseria, opracowanie plastyczne)
- 1965: Ladies and Gentelmens (reżyseria, scenariusz, opracowanie plastyczne, animacja)
- 1965: Korzeń (reżyseria, scenariusz, opracowanie plastyczne, animacja)
- 1966: Kartoteka (reżyseria, scenariusz, opracowanie plastyczne)
- 1967: Koń (reżyseria, scenariusz, opracowanie plastyczne, animacja)
- 1968: Admirał (reżyseria, scenariusz, opracowanie plastyczne, animacja)
- 1968: Wycieczka za miasto i Przeprowadzka Dominika w serialu Proszę słonia (reżyseria, opracowanie plastyczne)
- 1969: Intelektualista (reżyseria, scenariusz, opracowanie plastyczne, animacja)
- 1970: Wspaniały marsz (reżyseria, scenariusz, opracowanie plastyczne, animacja)
- 1971: Kaskader (reżyseria, scenariusz, opracowanie plastyczne)
- 1973: Rodzina indonezyjska (reżyseria)
- 1973: Stary Kowboj (reżyseria, scenariusz, opracowanie plastyczne, animacja)
- 1974: Ślady (reżyseria, scenariusz)
- 1975: Pożar (reżyseria, scenariusz, opracowanie plastyczne, animacja)
- 1979: Proszę słonia – (reżyseria – pełnometrażowy film do kin)
- 1978: Skansen (reżyseria, scenariusz, opracowanie plastyczne, animacja)
- 1984: Gwiazda (reżyseria, opracowanie plastyczne)
- 1986: Andante (reżyseria, scenariusz, opracowanie plastyczne, animacja)
- 1986: Czarny błysk – serial (reżyseria cz. I i II, scenariusz, opracowanie plastyczne, animacja)
- 1986: Finał (reżyseria, scenariusz, opracowanie plastyczne, animacja)
- 1986: Reinkarnacja trzy etiudy muzyczne – Allegro vivace, Andante, Finall (reżyseria, scenariusz, opracowanie plastyczne, animacja)
- 1987: Dżungla (reżyseria, scenariusz, opracowanie plastyczne)
- 1988: Felek Trąbka odcinek serialu (reżyseria, opracowanie plastyczne)
- 1993: Marsz turecki - miniatura muzyczna (reżyseria, scenariusz, opracowanie plastyczne)
- 1993: Rondo alla turca... – miniatura muzyczna (reżyseria, scenariusz, opracowanie plastyczne)
- 1996: W grocie króla gór – miniatura muzyczna (reżyseria, scenariusz, opracowanie plastyczne)
- 2003: Żywa woda z serialu Baśnie i bajki polskie (reżyseria)
- 2004: Czerwone wzgórze z serialu Bajki świata (reżyseria z Waldemarem Szajkowskim)
- 2015: Signum - (reżyseria, scenariusz, opracowanie plastyczne, zdjęcia)[2]

## Ordery i odznaczenia[3]
- Krzyż Komandorski Orderu Odrodzenia Polski (2001)[4]
- Krzyż Oficerski Orderu Odrodzenia Polski (1984)
- Krzyż Kawalerski Orderu Odrodzenia Polski (1975)[5]
- Złoty Krzyż Zasługi
- Medal 40-lecia Polski Ludowej
- Złoty Medal „Zasłużony Kulturze Gloria Artis” (26 lutego 2008)[6]
- Odznaka „Zasłużony Działacz Kultury” (1967)[7]
- Honorowa Odznaka Stowarzyszenia Autorów ZAiKS (2009)[8]
- Złota Odznaka za pracę społeczną dla miasta Krakowa (1985)

## Nagrody
Laureat wielu nagród na światowych festiwalach filmowych, między innymi w Krakowie, Oberhausen, Melbourne, Edynburgu, Santa Barbara, Cannes.
- 1971: Nagroda Ministra Kultury i Sztuki II Stopnia za twórczość reżyserską w dziedzinie filmu animowanego[9]
- 2007: Nagroda Stowarzyszenia Filmowców Polskich za wybitne osiągnięcia artystyczne
- 2008: Nagroda Specjalna „Platynowe Koziołki” na 26. Międzynarodowym Festiwalu Filmów Młodego Widza Ale kino! w Poznaniu za dorobek twórczy w dziedzinie filmu animowanego dla dzieci[10][11]
- 2014: Prix Klingsor – Biennale Animacji Bratysława (BAB)[12]
- 2015: Nagrodą Główna – Honorowa Lama na 13. Festiwalu Filmowym Opolskie Lamy[13]
- 2017: Nagroda Specjalna „Smok Smoków” na 57. Krakowskim Festiwalu Filmowym za wyjątkowy wkład w rozwój światowej kinematografii w dziedzinie filmu animowanego[14]
- 2017: Nagroda Stowarzyszenia Autorów ZAiKS za całokształt twórczości dla dzieci[8]